# Eloy
|  | Per a altres significats, vegeu «David Eloy Rodríguez». |

Eloy és un compositor de la primera meitat del segle xv, al qual Tinctoris cita amb elogi. S'ignora la data i el lloc de naixement i qualsevol altra circumstància biogràfica. De les seves obres no se'n coneix més que la missa Dixerunt discipuli i de la que Kiesewetter publicà el Kyrie i l'Agnus.